# Troy Thompson
Troy Thompson (Louisville, Kentucky, 1966) é um guitarrista americano.
Despertou cedo seu interesse pela música e ele e seu irmão (Dale Thompson) criaram uma banda, se tratava do Bride (na época Matrix). É, juntamente com Dale Thompson, o único outro membro do Bride, que tem permanecido desde a sua concepção. Ele é responsável pela parte musical da banda, enquanto Dale escreve as letras. Troy também desempenha uma vários instrumentos que, além da guitarra inclui baixo, violino, piano, bateria, viola, violoncelo e contrabaixo.